# Birkenhof (Neuendettelsau)
Birkenhof (fränkisch: Birga-huhf) ist ein Gemeindeteil der Gemeinde Neuendettelsau im Landkreis Ansbach (Mittelfranken, Bayern). Birkenhof liegt in der Gemarkung Aich.

## Geografie
Südwestlich des Weilers liegt der Geichsenbuck (440 m ü. NHN). Der Watzendorfer Bach, ein rechter Zufluss der Aurach, entspringt 0,7 km südlich. Eine Gemeindeverbindungsstraße führt nach Neuendettelsau zur Kreisstraße AN 14 (1 km südwestlich) bzw. die Staatsstraße 2410 kreuzend nach Geichsenhof (1 km nordwestlich).

## Geschichte
Der Hof wurde wahrscheinlich erst nach 1608 gegründet, da er im sogenannten 16-Punkte-Bericht des Amtes Windsbach (1608), in dem jeder Ort dieser Gegend beschrieben wird, keine Erwähnung findet. Auch auf einer Karte aus dem Jahr 1617 wird ein solcher Hof nicht verzeichnet; es gibt lediglich ein Wald- bzw. Flurgebiet mit dem Namen „Birckig“. Einen eindeutigen Beleg für den Weiler mit dem Namen „Birkach“, dann „Birkachhof“, und schließlich „Birkenhof“ gibt es erst seit 1703. Das Bestimmungswort des Ortsnamens ist die Birke. Wie auch das Flurgebiet Birckig deutlich macht, gab es zu dieser Zeit dort einen Birkenwald.
Im Jahr 1793 ordnete die preußische Verwaltung Birkenhof der Gemeinde Neuendettelsau zu. Die zwei Halbhöfe erhielten bei der Vergabe der Hausnummern die Nr. 76 und 77. Die zwei Anwesen hatten beide das brandenburg-ansbachische Klosterverwalteramt Heilsbronn als Grundherrn. Das Hochgericht übte das Kasten- und Stadtvogteiamt Windsbach aus. Von 1797 bis 1808 unterstand der Ort dem Justiz- und Kammeramt Windsbach. Die Zahl der Anwesen blieb unverändert.
Im Rahmen des Gemeindeedikts wurde Birkenhof dem 1808 gebildeten Steuerdistrikt Aich und der 1810 gegründeten Ruralgemeinde Aich zugeordnet. Im Zuge der Gebietsreform in Bayern wurde diese am 1. Januar 1972 nach Neuendettelsau eingemeindet.

### Bau- und Bodendenkmäler
- Bauernhaus Nr. 76: eingeschossiger Fachwerkbau, bezeichnet „1747“, mit zweigeschossigem Giebel und einseitigem Krüppelwalm (nicht mehr vorhanden).[14]
- Silexabschlag aus vorgeschichtlicher Zeit.[15]

### Einwohnerentwicklung
| Jahr      | 001818 | 001836 | 001840 | 001861 | 001871 | 001885 | 001900 | 001925 | 001950 | 001961 | 001970 | 001987 | 002007 | 002013 |
| Einwohner | 11     | 8      | 8      | 8      | 11     | 9      | 14     | 9      | 18     | 10     | 13     | 18     | 26     | 25     |
| Häuser    | 2      | 2      | 2      |        |        | 1      | 2      | 2      | 2      | 2      |        | 5      |        |        |
| Quelle    | [ 17 ] | [ 18 ] | [ 19 ] | [ 20 ] | [ 21 ] | [ 22 ] | [ 23 ] | [ 24 ] | [ 25 ] | [ 26 ] | [ 27 ] | [ 28 ] | [ 29 ] | [ 1 ]  |

## Religion
Der Ort ist evangelisch-lutherisch geprägt und war ursprünglich nach St. Michael (Weißenbronn) gepfarrt, seit 1808 ist die Pfarrei St. Nikolai (Neuendettelsau) zuständig. Die Einwohner römisch-katholischer Konfession waren ursprünglich nach St. Vitus (Veitsaurach) gepfarrt, später war die Pfarrei Unsere Liebe Frau (Heilsbronn) zuständig, seit 1992 ist es die Pfarrei St. Franziskus (Neuendettelsau).